# ناينتى
ناينتى (بالإنجليزية: Ninite)‏ هو موقع يسمح للمستخدمين تثبيت التطبيقات الشهيرة تلقائيا بعد الفورمات. الموقع يتيح للمستخدمين الاختيار بين قائمة من التطبيقات والحزم ويدعم الموقع نظامين هما الويندوز وأوبونتو.الموقع مجاني ولكن هناك نسخة برو لمحتويات اضافية يمكنك استخدمها في الموقع.

## أهم البرمجيات
- جوجل كروم
- البايثون
- بوتي
- سكايب
- جافا
- بي دي اف
- تورنت فيندر
- كويك تايم
- كيه لايت ترميز
- ياهو مسنجر
- جوجل توك
- نوت باد
- افيرا
- أفاست

## وصلات خارجية
- الموقع الإلكتروني